# Hela (cómic)
Hela es un personaje que aparece en los cómics estadounidenses publicados por Marvel Comics. Está basada en la diosa Hel de la mitología nórdica y fue adaptada por primera vez por Stan Lee y Jack Kirby en Journey into Mystery #102 (marzo de 1964). Hela es la diosa asgardiana de la muerte que actúa como gobernante de Hel y Niflheim. Esta personaje suele representarse como una adversaria del superhéroe Thor.
Hela fue interpretada por Cate Blanchett como la villana de la película Thor: Ragnarok (2017), ambientada en el Universo cinematográfico de Marvel.

## Historia de publicación
Hela fue adaptada de los mitos nórdicos por Stan Lee y Jack Kirby, y apareció por primera vez en Journey into Mystery #102, en marzo de 1964.

## Biografía del personaje ficticio
Hela nació en Jotunheim, la tierra de los gigantes. Ella es hija de Loki y la giganta Angrboða. Cuando maduró, Odín la nombró como la diosa de la muerte, dándole gobierno sobre los muertos en los reinos de Hel y Niffleheim.
Hela a menudo trató de ampliar su poder a los muertos que viven en Valhalla también. Estos intentos a menudo llevaron a Hela en conflicto con Odín o su hijo Thor. Ella se apareció una vez a Thor, mientras él estaba al borde de la muerte después de luchar contra el Demoledor quien derrumbó un edificio sobre él mientras estaba sin poderes. Sin embargo, ella no consiguió tentar a Thor a entrar en Valhalla, a pesar de una imagen de uno que moraba en Valhalla.
Más tarde, robó una parte del alma durmiente de Odín mientras él estaba en el Mar de la Noche Eterna, debido a que Loki planeaba apoderarse de Asgard, creando así a la poderosa entidad Infinito. Hela desató entonces a Infinito en el universo. Infinito incluso tomó el control de Odín. Hela mató a Thor, que fue devuelto a la vida por el sacrificio de su siervo, el Silencioso. Hela luego fue asesinada por Odín para salvar a Thor, pero luego fue devuelta a la vida por Odín después de ser convencido por Thor para que restablezca el equilibrio natural de la vida y la muerte. Hela mató a Thor después de rastrearlo al poner humanos en peligro, pero él volvió a la vida después de que Sif se ofreció a morir en su lugar.
Hela más tarde luchó contra el dios olímpico de la muerte Plutón por el derecho a reclamar el alma de Odín, ya que Odín había sido asesinado por el monstruo Mangog. Como resultado, Hela regresó a Odín a la vida para evitar que Plutón lo reclame. Algún tiempo más tarde, Hela se enfrentó a Thor. Algún tiempo después de eso, ella se enfrentó a Odín. Luego planeó con Loki provocar el Ragnarök matando al dios Balder y luego atacando Asgard. Ella convocó el espíritu de Volla antes de que este le cuente a ella y a Loki sobre el Ragnarok, después de lo cual preparó un ejército de monstruos para atacar Asgard. Sin embargo, Odín utilizó sus poderes para evitar que Balder muriera. Más tarde Balder fue restaurado después de la muerte y resurrección del asgardiano luchando contra los Celestiales.
Hela luego convocó a la Valquiria para ayudar en la guerra contra Ollerus, mientras que Hela se encontró con los otros Defensores. Hela fue obligada más tarde a unirse a una conspiración de Loki y Tyr contra Odín. Ella también entró involuntariamente a una alianza con los dioses de la muerte de otros panteones de la Tierra, uniéndose a sus reinos para crear un vasto infierno. Como resultado, ella fue destruida y devorada junto con otros dioses de la muerte por Demogorge el Comedor de Dioses, aunque le pasó a ella al final, que fue despertada por la unión, pero volvió a la vida con la derrota de Demogorge.
Hela más tarde se alió con Malekith, y llevó las almas de los mortales de la Tierra a Hel usando comida especial de las hadas. Luego apareció en Asgard para reclamar el alma de Odín, pero fue expulsada por Thor. Ella se encontró con la Patrulla X y los Nuevos Mutantes en Asgard. Ella apareció para reclamar el alma de Lobezno, pero fue ahuyentado por la Patrulla X y Mirage. Hel fue más tarde invadido por Thor, Balder, el Verdugo, y los Einherjar para rescatar las almas mortales cautivas. Hela luchó con Thor por las almas mortales cautivas. Hela reunió un ejército de muertos para detener la fuga de Thor de Hel.
Durante esta lucha con Thor, en venganza por su desafío y la invasión de su reino, Hela maldijo a Thor con la vida eterna, mientras que hace sus huesos quebradizos, dejándolo incapaz de morir mientras que lo deja cada vez más vulnerable a los ataques. Hela luego impugnó contra Mefisto que trató de poseer el alma de Thor. Con la ayuda de Tony Stark y herreros enanos, Thor intentó crear una armadura especial para mantener unido su cuerpo, pero finalmente obligó a Hela a levantar la maldición usando el Destructor como su cuerpo huésped para invadir Hel después de que sus huesos fueron pulverizados literalmente durante una batalla en la que él mató a la Serpiente de Midgard, obligando a Hela a devolverle la vida y la salud a su cuerpo en un intento de extraer a Thor del Destructor.
De vez en cuando, Odín entraría en un sueño mágico con el fin de reforzar sus poderes. Fue durante uno de estos sueños que Hela hizo un plan de poder. Ella corrompió a las Valquirias, mental y físicamente, transformándolas en demonios de fuego. Esto también incluyó a Danielle Moonstar, de los Nuevos Mutantes, que estaba en la Tierra en ese momento, a quién Hela enemistó contra los Nuevos Mutantes. Dani y su equipo fueron finalmente traídos hacia Asgard. Hela envió a las valquirias contra las enanos y los Nuevos Mutantes en Asgard. Los Nuevos Mutantes lucharon con las fuerzas de Hela y otra vez, incluso rescatando al prisionero Hrimhari, un príncipe-lobo de un país lejano. Hela obligó al enano Eitri a forjar una espada uru. Uno de los hechizos de Hela dividió al grupo. Esto resultó en un reclutamiento más eficiente de fuerza de resistencia, que incluía a los Tres Guerreros. Hela envió a Mirage a matar al durmiente Odín. Si bien la mayor parte de las fuerzas asgardianas lucharon con los soldados de Hela, los mutantes se aventuraron a los aposentos de Odín, salvaron la vida de Odín y frustraron los planes de Hela. Hela fue derrotada cuando la espada uru fue destruida.
El conflicto con diversas fuerzas trajo a Bruce Banner, alias Hulk, y Agamenón, el líder del Panteón, al reino de Hela. Después de un tiempo indeterminado luchando contra las fuerzas esqueléticas de Hela, Agamenón suplicó, basado en una relación vagamente insinuada, que les permita irse a los dos. Hela cedió de mala gana.
Hela fue despertada de su disfraz mortal después del Ragnarök por Thor, aunque debido a las maquinaciones de Loki. Ella ahora vive en Las Vegas, manteniendo una guarida donde puede alimentar las almas de personas sin suerte al azar, y acepta utilizar sus poderes para ayudar a Loki a traerlo de vuelta en el tiempo hacia Asgard para completar sus propios planes siniestros para Asgard.
Ella fue vista asistiendo a una reunión con Mefisto, Corazón Negro, Satannish y Dormammu sobre un disturbio creado por la recién resucitada Magik, que está buscando la Espada del Alma y el amuleto Piedra de Sangre originales. La hija de Belasco, Fuego Brujo aparece durante la reunión y revela que ahora es la dueña actual del amuleto original y jura ocupar el lugar de su padre como gobernante del Limbo y el asiento en su mesa.
Cuando Norman Osborn intentó someter a la Patrulla X, Cíclope envía a Danielle Moonstar a Las Vegas donde ella se acerca a Hela por una bendición. Hela le advierte que el precio de la bendición es muy pesado, pero Dani acepta, solicitando "un nuevo viaje a casa y una gran espada antigua." Más tarde, Hela es convocada a Utopía por Hrimhari para salvar una Rahne embarazada y su hijo, que no es ni humano ni mutante. Frente a un dilema moral, para salvar a su hijo o Rahne, Hrimhari le pide a Hela restaurar la salud de Elixir para que Elixir pueda sanar a los dos y se los lleve en su lugar. Hela accede y se lleva a Hrimhari.
Durante el Sitio de Asgard Loki aparece ante Hela preguntando si ella ha hecho los arreglos para los muertos. Hela señala que está sin Hel por lo que no puede acogerlos y planea dejar que los muertos vaguen en Midgard por siempre. Loki le proporciona la prueba de los Dísir, la desterrada y caníbal Valquiria, que una vez perteneció a Bor, a quien maldijo para cenar la carne de otros asgardianos para ser capaz sólo de alimentarse de las almas de los dioses. Usando sus extraordinarias habilidades de esgrima, Loki fue capaz de hacer un grupo de 13 sometidos a él. Reuniéndose con Mefisto, Loki entabla un acuerdo concediendo una porción de su infierno a Hela por mil un años, como su nuevo Hel. A cambio de esto, Hela borra a Loki de los Libros de Hel, por tanto, él ya no está atado a Hel o Asgard, ganando la libertad absoluta. Sin embargo, desconocido para Hela, Loki había manipulado estos eventos a su favor como lo habían hecho los Dísir en sus servicios y los había arrendado a Mefisto durante ciento un días después de demostrar su habilidad para el señor de los demonios. Hela convoca a Danielle Moonstar para pagar su deuda y reunir a los espíritus de los asgardianos que cayeron en la batalla con las fuerzas de Norman Osborn lo más rápido posible para que no caigan presas de los Dísir.
Los Dísir, aún con hambre, atacan de nuevo el Hel de Hela, ya que no era el verdadero Hel del que fueron desterrados. Sintiendo el asalto del Dísir en los asgardianos muertos, Hela intenta protegerlos usando la espada Eir-Gram, pero es desarmada y su brazo cortado brutalmente. Hela es rápidamente abrumada y su propio poder restante insuficiente para contrarrestar el de ellos. Absorbiendo a los muertos en su cuerpo, Hela crea una fortaleza a su alrededor para protegerlos y le pide ayuda a Thor a través del cuerpo de un asgardiano recién fallecido. Con la ayuda de Thor y Tyr, consiguen matar y desterrar a los Dísir restantes, cuyas almas son reclamados por el triunfante Mefisto.
A raíz del asedio de Asgard, el Capitán América, Iron Man, y Thor son misteriosamente arrastrados a uno de los otros Nueve Reinos, finalmente revelado que es el reino Hel de Hela. Thor, después de una lucha feroz con la Encantadora, participa en combate abierto con la Hela armada con la Espada de la Noche, y aunque consigue defenderse él solo contra ella y sus fuerzas durante algún tiempo, al final, cae en su inmenso y, evidentemente, vasto aumento de poder. Amora, después de teletransportarse a sí misma y Hela para salvar la vida de Thor, desafía a Hela usando todas su fuerza, pero Hela la derrota dos veces en rápida sucesión, intenta y no consigue destruir el Mjolnir, a pesar de convocar al propio Bor en su ayuda, y aparentemente mata a la Encantadora después de revelar que ahora esgrime la Espada del Crepúsculo de Surtur.
Después de que Thor se reúne con Iron Man y el Capitán América, consigue convencer a muchos de sus antiguos enemigos asgardianos en que se replieguen detrás de él en un ejército contra Hela y sus propias fuerzas. Hela ataca a Thor y sus aliados, derrotándolo y casi matándolo con el poder de la Espada del Crepúsculo, pero la Encantadora interviene y lo salva, teletransportándolo para volver a reclamar a Mjolnir y usar sus propios poderes para ayudar a Thor a luchar contra Hela. Thor al final consigue reclamar la Espada del Crepúsculo y la utiliza para restaurar los Nueve Mundos de nuevo a su antiguo orden y armonía, mientras destierra a Hela, pero se niega a regresar a Asgard al cielo, como pide Amora, alegando que usar tal poder impío para sus propios fines le harían lo mismo que la propia Hela. Una Amora agradecida y sanada después devuelve a Thor y sus amigos de vuelta a Midgard después de que Thor le promete que su lealtad no será olvidada.
Durante la historia de La Guerra del Caos, Hela irrumpe en la sala del trono de Plutón en el Inframundo para advertirle del ejército de miles de deidades alienígenas de Amatsu-Mikaboshi diezmando a los reinos de la muerte, uniendo fuerzas con él en un intento desesperado y aparentemente inútil para repeler el asalto masivo sobre sus dominios. Hela, junto con Plutón, Satannish, y muchos otros gobernantes de diversos infiernos de la Tierra, aparecen siendo esclavos del Rey del Caos después de que destruye los reinos del infierno mismo.
Durante la historia de Fear Itself, Cíclope envía a Danielle Moonstar para lo que queda de Las Vegas (después de lo que le hizo Juggernaut en la forma de Kuurth: Destructor de Piedra a la ciudad) para buscar a Hela mientras que la Patrulla X lucha con Kuurth. Cuando Moonstar encuentra a Hela, ella teletransporta a Moonstar a Hel para defenderlo. Cuando sus compañeros tratan de invocar una magia oscura para invocar un portal para seguir a Danielle, terminan en el infierno en lugar de Hel, donde se encuentran con Mefisto, que dice que los llevará a Hel si Magma sale con él.

## Poderes y habilidades
Hela posee atributos comunes a los dioses asgardianos. Posee fuerza, velocidad, agilidad y resistencia sobrehumanas. Cuando lleva su capa, es mucho más fuerte que la gran mayoría de su raza. Su gran fuerza le ha permitido entrar en combate cuerpo a cuerpo sostenido con Thor. Como todos los asgardianos tiene resistencia a la magia.
Hela tiene enormes poderes místicos que puede utilizar para diversos efectos como proyección astral ilimitada conservando muchos de sus poderes y habilidades, disparando pernos mortales de energía de sus manos que pueden matar o envejecer incluso a los asgardianos, levitación y creación de ilusiones. Su habilidad más poderosa es su Mano de la Gloria, una técnica que utiliza energía mística para mejorar la fuerza de su puñetazo para matar incluso a un asgardiano.
Como diosa de la muerte, Hela tiene un pacto con la Muerte, permitiéndole reclamar el alma de cualquier mortal y llevarlas a Hel o Niflheim, así como poder viajar casi a cualquier lugar dentro de los Nueve Mundos en un instante. Mientras que el toque de Hela es letal para los mortales también y ella es capaz de robar sus almas para Hel, generalmente no reclamó las almas de los héroes mortales, dejando esa tarea a las Valquirias que llevó las almas de los héroes a Valhalla. Hela está generalmente dispuesta a esperar hasta que una persona ha muerto antes de reclamar el alma, pero ella puede matar a un humano sano o incluso asgardiano con un solo toque, su "toque de la muerte." Hela también está dispuesta a utilizar sus ilusiones para matar asgardianos vivos. Hela también tiene la habilidad de restaurar a un asgardiano muerto a la vida siempre y cuando sus espíritus no hayan pasado a la otra vida, pero rara vez utiliza estas habilidades.
Hela siempre lleva su capa mágica que aumenta su fuerza y la mantiene joven y saludable. La diosa tiene el pelo negro azabache y ojos verdes brillantes. Sin la capa, Hela vuelve a su verdadera forma: en esta forma la mitad de su cuerpo es saludable y hermosa, mientras que la otra mitad se va desgastando. Sin la capa, Hela es muy débil y apenas puede moverse. Hela no necesita llevar la capa; simplemente tocarla es suficiente para restablecerla a su forma más fuerte. Sin su capa, los poderes de Hela se reducen en gran medida; ella no es capaz de levitar o incluso pararse, y no puede proyectar pernos místicos. El lado izquierdo de su cuerpo aparece muerto y descompuesto, aunque aparece con vida y bien saludable mientras ella usa su capa.
Hela a menudo está armada con su "Espada de la Noche," y es una espadachina competente.
Hela puede comandar a todos los muertos que moran en Hel y Niflheim, pero no tenía poder sobre los muertos en Valhalla.

## Otras versiones

### 2099
En el año 2099, la mega-corporación Alchemax intentó transformar a las personas en versiones falsas de los nórdicos Aesir con el fin de obtener una ventaja del culto mundial de estos seres. Un personaje secundario en Ravage 2099 llamada Tiana, el interés amoroso del héroe principal, fue convertida en Hela a través de medios tecnológicos para este proyecto.

### Ultimate Marvel
En Ultimatum #2, Thor viaja a Valhalla para recuperar el alma de Valquiria, ya que ella murió. Hela le dice que si logra derrotar a su ejército, revivirá a Valquiria, pero por un precio. En Ultimatum #3, después de que su ejército es derrotado, ella revela que el precio es el alma de Thor. Él accede, y el Capitán América (que había muerto) y Valquiria son liberados.
Ella aparece en Ultimate Comics: New Ultimates, diciéndole a Thor que lo liberará a cambio de darle un hijo. El próximo número tiene una visión mostrada a Valquiria por Amora donde Thor está haciendo el amor con Hela, ya que no tenía otra opción. Thor luego exige su libertad, sin embargo, se le informa que otra escritura sigue siendo necesaria para ponerlo en libertad. Thor, siendo incapaz de matar a Hela, es liberado en su lugar por Valquiria, que es asesinada en la batalla con los Defensores, que ahora tienen superpoderes debido a la intervención de Loki.
Después de que ella descubrió que Thor había asesinado a su hijo, Modi, Hela muestra un inmenso ataque de rabia; Thor le explicó que Modi había sido corrompido por el Árbol del Mundo y que no le había dejado otra opción.

## En otros medios

### Televisión
- Hela aparece en Los Vengadores: los héroes más poderosos del planeta episodios "La caída de Asgard" y "Un día distinto a cualquier otro", con la voz de Nika Futterman. Cuando los Vengadores destruyeron las Piedras Norn en la Tierra, una reacción en cadena de magia las dispersa por los otros 8 reinos conectados a Yggdrasil, el Árbol de la Vida. El Capitán América es transportado a su reino. Ella trata de convencerlo de quedarse. Ella conoce los planes de Loki y juega con ellos, pero sabe que su padre la traicionaría a su tiempo. Ella acuerda transportar al Capitán América a Asgard para ayudar a sus amigos, a condición de que si él caía en la batalla con Loki, su alma le pertenecerá a ella. En la Tierra, el Capitán América ve un reflejo de Hela en su escudo roto justo antes de que es emboscado y reemplazado por un Skrull.
- Hela aparece en la segunda temporada de Avengers Assemble, episodio 3, "El Valhalla puede esperar", con la voz de Vanessa Marshall.[52] En esta versión del personaje, Hela es la gobernadora de Valhalla en lugar de Hel y Niffleheim. Ella era la que se aburre el emparejamiento de sus subordinados esqueletos en uno contra el otro hasta que Loki llega a un acuerdo con ella. A cambio de que Hela le presta a Loki el Cuerno de Hela para el control de sus secuaces esqueletos, ella puede obtener el entretenido viendo a Hulk y Thor de luchar entre sí. Loki termina engañando a Thor y Hulk en dirección al Valhalla donde Hela los hace luchar entre sí. Cuando Hulk incluso trató de atacar a Hela, que temporalmente lo transformó de nuevo en Bruce Banner y luego lo transformó de nuevo en Hulk. Después de dejar a Hela, los envía de vuelta a la Tierra para continuar su lucha allí, Hulk y Thor luchan contra Loki donde toman una inmersión en su contra. Hela considera a Loki como el ganador de la pelea, ya que tiene el esqueleto gigante que formó Loki es tomado de nuevo hacia Valhalla para mantenerla a Hela entretenida en su lucha contra sus subordinados esqueletos.
- Hela aparece en Guardians of the Galaxy, con la voz de Kari Wahlgren.[53] Loki mencionó en "Romper cosas es difícil de hacer" que Odin condenó a Hela a Niffleheim después de que la espada Dragonfang que forjó se haya roto sobre la Serpiente durante una batalla anterior. En el episodio "Reina Asesina", Loki planea usar sus encantos para persuadir a Hela para que los ayude a luchar contra Serpent cuando el fragmento final está en Niffleheim. Cuando Hela atrapa a los Guardianes de la Galaxia y Iron Man, Loki le dice a Hela que Iron Man puede reforjar el Dragonfang. Después de que Rocket Raccoon ayuda a reforjar Dragonfang, Serpent llega a donde Hela le da a Loki y Iron Man mientras ella mantiene a los Guardianes de la Galaxia como prisioneros. Hela usa a Rocket para abrir un cofre para que pueda recuperar sus poderes y abandonar su castillo. Cuando Rocket usa Dragonfang como una opción de bloqueo para abrirlo con éxito, Hela comienza a recuperar sus poderes mientras planea dirigir a su ejército para vengarse de Serpiente. Después de que los otros miembros de los Guardianes de la Galaxia se escapan, Rocket cierra la caja causando que Hela pierda lo que recuperó. Entonces los Guardianes de la Galaxia lograron escapar de Niffleheim. En el episodio "Solo una Victoria", Thanos mencionó que era fanático del trabajo de Hela. Después de que Serpent fue derrotado, se demostró que Thanos fue atacado a Niffleheim. Al ser traído a Hela por sus soldados no muertos, Thanos le dice a Hela que quería reunirse con ella.

### Película
- Hela aparece en la película animada directo a video Hulk vs Thor con la voz de Janyse Jaud. En la película, Thor lleva a Loki a Hel para negociar con Hela por el alma de Bruce Banner después de que Loki separó a Banner de Hulk y lo mata en un frustrado intento de derrotar a Thor, sin saber que Banner era la única persona que puede controlar a Hulk. Loki engañó a Hela para que libere a Bruce Banner de Valhalla para que pudiera reunirse con Hulk. Ella envió a Banner de vuelta a Midgard (Tierra) y tomó a Loki en su lugar para compensar la pérdida de Banner, pero afirma que ya que él es su padre no se quedará mucho tiempo.

### Marvel Cinematic Universe
Hela aparece en medios ambientados en Marvel Cinematic Universe (MCU), interpretada por Cate Blanchett.Esta versión es la hija de Odin en lugar de Loki,así como la primera asgardiana en empuñar el Mjolnir.Además, es una combatiente ágil pero formidable que empuña Necroswords y puede invocar varios tipos de espadas desde el interior de su capa. Años antes, ayudó a Odin a conquistar los Nueve Reinos antes de que él se alarmara por su comportamiento ambicioso y belicista. Ella fue derrotada en una batalla que se cobró la vida de todas menos una Valquiria y quedó atrapada en una prisión interdimensional en Hel, con la vida de Odín manteniéndola a raya.
- En la película Thor: Ragnarok (2017), una vez que Odin muere en el presente, Hela se libera y frustra un ataque de Thor y Loki, durante el cual destruye el Mjolnir y destierra a sus hermanos a Sakaar. Al llegar a Asgard, ella mata a los Tres Guerreros y a la mayoría de sus fuerzas antes de resucitar a su ejército original y a su compañero Fenris, además de nombrar a Skruge como su Verdugo. Sin embargo, Thor y Loki unen fuerzas con la última Valquiria y Bruce Banner para escapar de Sakaar y regresar a Asgard, donde Thor se enfrenta a su hermana en la batalla mientras Loki revive en secreto a Surtur para iniciar el Ragnarök. Hela intenta luchar contra Surtur, pero finalmente es asesinada por su Espada Crepuscular.
- Una versión alternativa de Hela aparece en la segunda temporada de What If...?,[57]con Blanchett repitiendo su papel mientras que Liv Zamora le da voz a su apariencia más joven.[58]Presentada en el episodio "¿Qué pasaria si... Hela encontrara los Diez Anillos?", esta versión es desterrada a la Tierra después de que Odín destruye su Mjolnir y le quita a Hela la corona. Esto la lleva a su encuentro con los Diez Anillos y Wenwu y su viaje a Ta Lo, donde se entrenó en artes marciales. Cuando Odin viene a buscarla con el ejército asgardiano y lucha contra los Diez Anillos, Hela se une a Wenwu para derrotarlo mientras recupera su corona. Ahora con una apariencia blanca, Odín le otorga a Hela el trono de Asgard mientras lidera las fuerzas combinadas para proteger los Nueve Reinos y el cosmos, comenzando con rescatar a la gente de Gamora de Thanos. Otras versiones aparecen en "¿Qué pasaria si... Los Vengadores se unieran en 1602?", en la que Hela es la reina de un reino de 1602 pero muere por la incursión del universo y "¿Qué pasaria si... Strange Supremo interviniera?", donde habiendo sido capturada por Doctor Strange Supremo y retenida en su Sanctum. Durante los disturbios en el Sanctum, ella toma el control de los zombies con Zombie Wanda Maximoff e intenta atacar a la Capitana Peggy Carter y Kahhori, hasta que ella y los zombies cautivados se pelean con Surtur. Ella es arrojada a su Forja, pero es salvada por Carter y Kahhori, a quienes Hela les otorga su corona para ayudar a luchar contra Strange.

### Videojuegos
- Hela hace un cameo en el final de Hsien-Ko en Ultimate Marvel vs. Capcom 3.
- Hela también es un jefe en al menos para Nintendo DS la versión de Thor: dios del trueno.
- En Marvel: Avengers Alliance, Hela aparece como jefe en Operaciones Especiales 24: Tierra de Fuego y Hielo, después de formar una alianza con Surtur, Ymir y Malekith.
- Hela también es parte de los personajes de juego de Marvel Future Fight.
- Hela es un personaje jugable en Marvel: Contest of Champions.
- Hela aparece como un personaje jugable en Lego Marvel Super Heroes 2, con la voz de Kate Kennedy.[59]
- Hela se puede jugar en Marvel Puzzle Quest.[60]
- Hela aparece como un personaje jugable en Marvel Rivals

### Motion comics
- Hela aparece en el motion comic Thor & Loki: Blood Brothers, con la voz de Katharine Chesterton.